# Suisse au Concours Eurovision de la chanson 1974
La Suisse a participé au Concours Eurovision de la chanson 1974 le 6 avril à Brighton. C'est la 19e participation suisse au Concours Eurovision de la chanson.
Le pays est représenté par la chanteuse Piera Martell et la chanson Mein Ruf nach dir, sélectionnées par la SRG SSR au moyen d'une finale nationale.

## Sélection

### Concours Eurovision 1974
La Société suisse de radiodiffusion et télévision (SRG SSR), organise la sélection suisse Concours Eurovision 1974, pour sélectionner l'artiste et la chanson représentant la Suisse au Concours Eurovision de la chanson 1974.

#### Finale
La finale suisse a eu lieu le 24 janvier 1974.
Huit chansons participent à la finale suisse. Les différentes chansons sont interprétées en allemand, en français et en italien, langues officielles de la Suisse.
À cette finale nationale participe un groupe qui a représenté la Suisse à une autre édition de l'Eurovision : Peter, Sue & Marc (1971, 1976, 1979, 1981).
| Ordre | Artiste           | Chanson                            | Langue   | Traduction                   | Points | Place |
| ----- | ----------------- | ---------------------------------- | -------- | ---------------------------- | ------ | ----- |
| 1     | Pierre Bardin     | Je veux vivre                      | Français | –                            | NC     | NC    |
| 2     | Marisa Frigerio   | È l'amore                          | Italien  | C'est l'amour                | NC     | NC    |
| 3     | Peter, Sue & Marc | Frei                               | Allemand | Libre                        | NC     | NC    |
| 4     | Françoise Rime    | On se dira toujours je t'aime      | Français | –                            | NC     | NC    |
| 5     | Gil & Leonia      | A Tucicabu                         | Italien  | À Tucicabu                   | NC     | NC    |
| 6     | Linda             | Ein Wort von dir, ein Wort von mir | Allemand | Un mot de toi, un mot de moi | NC     | NC    |
| 7     | Tatjana           | La Vague de la mer                 | Français | –                            | NC     | NC    |
| 8     | Piera Martell     | Mein Ruf nach dir                  | Allemand | Mon appel à toi              | NC     | 1     |

Lors de cette sélection, c'est la chanson Mein Ruf nach dir, interprétée par Piera Martell, qui fut choisie,.
Le chef d'orchestre sélectionné pour la Suisse à l'Eurovision 1974 est Josef Ederer.

## À l'Eurovision
Chaque pays a un jury de dix personnes. Chaque juré attribue un point à sa chanson préférée.

### Points attribués par la Suisse
| 5 points | Grèce                        |
| 2 points | Portugal                     |
| 1 point  | Allemagne Monaco Royaume-Uni |

### Points attribués à la Suisse
| 10 points | 9 points | 8 points | 7 points | 6 points                             |
| --------- | -------- | -------- | -------- | ------------------------------------ |
|           |          |          |          |                                      |
| 5 points  | 4 points | 3 points | 2 points | 1 point                              |
|           |          |          |          | - Allemagne - Belgique - Royaume-Uni |

Piera Martell interprète Mein Ruf nach dir en quinzième position, suivant l'Irlande et précédant le Portugal.
Au terme du vote final, la Suisse termine 14e et dernière — à égalité avec l'Allemagne, la Norvège et le Portugal — sur 17 pays, ayant reçu 3 points au total,.